# Novo Airão
Novo Airão è un comune del Brasile nello Stato dell'Amazonas, parte della mesoregione di Norte Amazonense e della microregione di Rio Negro.